# Auchan-busz (Óbuda)
A budapesti Auchan Óbuda-busz a Szentendrei úti Auchan Óbuda és a Bécsi út / Vörösvári út között közlekedik a Római úti lakótelep érintésével.

## Útvonala
| Auchan Óbuda → Római úti lakótelep → Auchan Óbuda → Bécsi út / Vörösvári út → Auchan Óbuda |
| --- |
| Auchan Óbuda vá. – Auchan szervizút – Záhony utca – Szentendrei út – Monostori út – Palicsi utca – Kadosa utca – Nánási út – Pók utca – Szentendrei út – Záhony utca – Auchan szervizút – Auchan Óbuda mh. – Auchan szervizút – Záhony utca – Szentendrei út – Flórián tér – Vörösvári út – Váradi utca – Bécsi út – Vörösvári út – Flórián tér – Szentendrei út – Záhony utca – Auchan szervizút – Auchan Óbuda vá. |

## Megállóhelyei
A megállóhelyek nevei a BKK által használt formában vannak feltüntetve (kivéve Auchan Óbuda).
| 0  | Auchan Óbuda végállomás         |                                                                                                  |
| 3  | Aquincum H                      | 34, 106, 134 S72 Z72 S76 (Aquincum megállóhely)                                                  |
| 5  | Római tér                       | 34, 106, 134                                                                                     |
| 7  | Monostori út                    | 106                                                                                              |
| 8  | Kadosa utca                     | 106                                                                                              |
| 10 | Római úti lakótelep, Varsa utca | 106                                                                                              |
| 11 | Nánási út                       | 106                                                                                              |
| 11 | Silvanus sétány                 | 106                                                                                              |
| 13 | Pók utca                        | 106                                                                                              |
| 17 | Auchan Óbuda                    |                                                                                                  |
| 19 | Kaszásdűlő H                    | 34, 106, 134, 226                                                                                |
| 21 | Bogdáni út                      | 9, 34, 106, 109, 111, 118, 134, 226                                                              |
| 22 | Raktár utca                     | 9, 34, 106, 109, 111, 118, 134, 226                                                              |
| 24 | Flórián tér                     | 1 9, 34, 106, 109, 111, 118, 134, 137, 218, 226, 237 800, 801, 805, 810, 815, 820, 830, 832, 840 |
| 25 | Vihar utca                      | 137, 218, 237                                                                                    |
| 26 | Váradi utca                     | 17, 19, 41 160, 260, 260A                                                                        |
| 27 | Váradi utca                     | 17, 19, 41 160, 260, 260A                                                                        |
| 28 | Perényi út                      | 160, 260, 260A                                                                                   |
| 29 | Bécsi út / Vörösvári út         | 1, 17, 19, 41 137, 160, 218, 237, 260, 260A 800, 801, 805, 810, 820, 830, 832, 840               |
| 31 | Óbudai rendelőintézet           | 1 137, 160, 218, 237, 260, 260A 820, 830, 832, 840                                               |
| 32 | Szőlő utca                      | 137, 218, 237                                                                                    |
| 33 | Flórián tér                     | 1 9, 34, 106, 109, 111, 118, 134, 137, 218, 226, 237 800, 801, 805, 810, 815, 820, 830, 832, 840 |
| 36 | Raktár utca                     | 9, 34, 106, 109, 111, 118, 134, 226                                                              |
| 38 | Bogdáni út                      | 9, 34, 106, 109, 111, 118, 134, 226                                                              |
| 40 | Kaszásdűlő H                    | 34, 106, 134, 226                                                                                |
| 42 | Auchan Óbuda végállomás         |                                                                                                  |